# Heike Monogatari
O Conto dos Heike (平家物語, Heike Monogatari) é um relato épico sobre a luta entre os clãs Taira e Minamoto pelo controle do Japão no final do século XII, durante as Guerras Genpei (1180-1185). Heike (平家) se refere ao Clã Taira (平); "hei" é uma leitura alternativa do kanji (caractere) para Taira. Nos termos do título Guerras Genpei, "hei" pode alternativamente ser lido como "pei" e "gen" (源) ie o mesmo kanji usado no nome do clã Minamoto (também conhecido como Genji).
Foi traduzido para o inglês quatro vezes, primeiramente por A.L. Sadler em 1918–1921. A tradução completa mais recente foi feita por Helen Craig McCullough, publicada em 1988; uma tradução resumida de Burton Watson foi publicada em 2006.
Foi recontado na prosa japonesa pelo famoso escritor Eiji Yoshikawa, publicado no Asahi Weekly em 1950 com o título Novo Conto dos Heike.

## Sobre a autoria
A origem do Heike Monogatari' não pode ser reduzida a um único criador; em vez disso, assim como muitos poemas épicos da Grécia Antiga, é resultado da aglomeração de diferentes versões passadas por tradição oral por bardos tocadores de biwa, conhecidos como biwa hōshi.
O monge Yoshida Kenkō (1282-1350) produziu uma teoria sobre a autoria do texto, em seu famoso trabalho "Ensaios sobre a Preguiça" (Tsurezuregusa), escrito em 1330. De acordo com Kenkō, "Yukinaga escreveu Heike monogatari e o apresentou a um homem cego chamado Shōbutsu para cantá-lo". Ele também cofirma a ligação entre o biwa e esse cego, que "era natural das regiões orientais", e que foi enviado por Yukinaga para "recoletar algumas informações sobre samurais, sobre seus arcos, cavalos e sua estratégia de guerra. Yukinaga escreveu depois disso".
Um dos pontos chave nessa teoria é que o livro foi escrito em uma combinação difícil de chinês e japonês  (wakan konkō shō), que na época só era entendida por monges cultos, como Yukinaga.
Contudo, no final, por o conto ser resultado de uma longa tradição oral, não há um único autor; Yukinaga talvez seja apenas o primeiro a compilar em forma escrita.
Além disso, pelo fato de haver diferentes passos, e do estilo não ser o mesmo ao longo da composição da obra, isso não pode significar nada além de um trabalho coletivo.

## Conto militar clássico
A história dos Heike foi compilada de uma coleção de histórias orais recitadas por monges viajantes que cantavam acompanhados por biwa, um instrumento remanescente do alaúde. A versão mais lida do Heike monogatari foi compilada por monge cego chamado Kakuichi em 1371. O Heike Monogatari é considerado um dos grandes clássicos da literatura japonesa medieval.
O tema central da história é a lei budista da impermanência. O tema da impermanência (mujō) é capturado na famosa passagem de abertura:
祇園精舎の鐘の声、諸行無常の響きあり。娑羅双樹の花の色、盛者必衰の理をあらわす。
おごれる人も久しからず、唯春の夜の夢のごとし。たけき者も遂にはほろびぬ、偏に風の前の塵に同じ。
O som dos sinos Gion Shōja ecoa a impermanência de todas as coisas; a cor das flores do sāla revela a verdade de que os prósperos deverão declinar. O orgulho não endurece, é como um sonho em uma noite de primavera; os poderosos caem no final, são como poeira perante o vento.
-- Capítulo 1.1, tradução de Helen Craig McCullough
A queda dos poderosos Taira – o clã samurai que derrotou os descendentes imperiais Minamoto em 1161 – simboliza o tema da impermanência nos Heike. A família guerreira Taira plantou as sementes da sua própria destruição com atos de arrogância e orgulho que levaram à sua derrota em 1185 nas mãos dos revitalizados Minamoto.
A história é episódica em natureza e criada para ser contada em uma série de capítulos noturnos. É primeiramente um épico samurai focalizado na cultura guerreira – uma ideologia que levaria às bases do bushido (o caminho do guerreiro). Heike também inclui algumas histórias amorosas, que remetem à literatura do Período Heian.
A história é basicamente dividida em três seções. A figura central da primeira seção é Taira no Kiyomori (平清盛) que é descrito como arrogante, mau, impiedoso e tão consumido pelas chamas do ódio que mesmo na morte o seu corpo fervente não esfriou quando emerso na água. A figura principal da segunda seção é o general Minamoto no Yoshinaka (源義仲). Depois de sua morte, a figura central da terceira seção é o grande samurai Minamoto no Yoshitsune (源義経), um gênio militar falsamente acusado de traição por seu politicamente astuto irmão mais velho Minamoto no Yoritomo (源頼朝).
O Heike Monogatari concedeu material para vários trabalhos artísticos, desde apresentações Noh até gravuras, e é também mencionado em obras modernas.

### Historiografia sobre oHeike Monogatari
Os japoneses desenvolveram algumas estratégias complementares para captar, preservar e disseminar os elemento essenciais de sua comumente aceita história nacional – crônicas de soberanos e eventos, biografias de pessoas eminentes e personalidades, e contos militares ou gunki monogatari. Essa última forma evoluiu de um interesse em registrar as atividades em conflitos militares no final do século XII. As maiores batalhas, os pequenos confrontos e disputas individuais (e as figuras militares que animam esses relatos) foram todas passadas de geração em geração nos formatos narrativos do Hōgen Monogatari (1156), do Heiji Monogatari (1159-1160) e do Heike monogatari (1180-1185).
Em cada um desses monogatari familiares, as figuras centrais são popularmente bem conhecidas, os principais eventos geralmente compreendidos, e os modos como são entendidos na época ao convencionalmente aceitos como elementos na fundação da cultura japonesa. A precisão de cada um desses relatos históricos se tornou objeto de estudos mais detalhados; e alguns relatos foram mostrados para testemunhar exames mais minuciosos, enquanto outros "fatos" presumidos se tornaram imprecisos.
A mais prevalente e bem conhecida edição do Conto dos Heike hoje, o texto de 1371 de Kakuichi, é geralmente interpretada como uma dramatização ficcional da Guerra Genpei. Em vez de focalizar nos guerreiros Genpei como eles realmente eram, mas sim no "...guerreiro ideal como concebido pelos declamadores…” serve como um relato de conduta glorificada como uma fonte de inspiração.

## Extensão
O Genpei Jōsuiki, também conhecido como Genpei Seisuiki (源平盛衰記), é uma versão estendida de 48 livros do Heike Monogatari.

## Estrutura

### Capítulo 1
Os dois principais temas estão elencados na famosa introdução (os sinos do Gion Shōja): a impermanência e a queda dos poderosos (Taira no Kiyomori). 
O capítulo descreve a ascensão do Clã Taira e os primeiros conflitos na corte. O primeiro Taira a conseguir acesso à corte imperial foi Taira no Tadamori (1131). Após a morte de Tadamori (1153), seu filho Kiyomori teve um papel chave ao ajudar o Imperador Go-Shirakawa  a suprimir as rebeliões Hōgen (1156) e Heiji (1159), assim ganhando mais influência nas atividades da corte. Os membros do clã Taira ocupavam postos maiores no governo, a filha de Kiyomori tornou-se esposa do Imperador e mais da metade de todas as províncias estavam controle do clã. 
Um dos episódios descrevendo a arrogância de Kiyomori é a famosa história sobre a dançarina Giō que se tornou freira depois de se envolver com Kiyomori. 
Kiyomori e os Taira ainda assim evitavam se confrontar com o poderoso regente Fujiwara no Motofusa. Enfurecidos pelo domínio dos Taira, o conselheiro maior Fujiwara no Narichika, o Imperador Go-Shirakawa enclausurado, o monge budista Saikō e outros se encontraram em Shishi-no-tani (a vila do administrador de templos Shunkan) e planejaram uma conspiração para derrubar Kiyomori. Devido a um conflito entre os filhos de Saikō e os Shoei (monges guerreiros) do templo Enryaku-ji, o plano teve de ser adiado. O grande incêndio (1177) queima o Palácio Imperial na capital, Heian-kyō, Kyoto.

### Capítulo 2
Em 1177, o aposentado Imperador Go-Shirakawa está em conflito com o templo Enryakuji. Ouvindo um rumor sobre um possível ataque ao Enryakuji, um dos conspiradores Shishi-no-tani informou Kiyomori sobre o plano. O monge Saikō é executado e os outros são exilados. Kiyomori fica enfurecido pela participação do do Imperador aposentado no plano e se prepara para prendê-lo. Shigemori, o virtuoso filho mais velho de Kiyomori, admoesta seu pai, relembrando-o do valor confuciano de lealdade ao Imperador. O conselheiro maior Narichika foi exilado em uma ilha e cruelmente executado. Outros conspiradores (Naritsune, Yasuyori e Shunkan) foram exilados na ilha Kikai-ga-shima perto da província de Satsuma. 
Enquanto isso, o complexo de templos Enryakuji foi destruído e um incêndio no templo Zenkōji destruiu uma estátua budista. Acreditava-se que esses incidentes eram sinal do declínio dos Taira. Os exilados na ilha Kikai-ga-shima construíram um santuário para orar pelo retorno à capital. Eles fizeram mil estupas (objetos budistas de madeira) com seus nomes e os jogaram ao mar. Um dos pedaços alcançou a costa, foi levado à capital e trazido à família de Yasuyori. As notícias chegaram a Go-Shirakawa e Kiyomori, que viram a estupa com emoção.

### Capítulo 3
A doença da filha grávida de Kiyomori (Kenreimon’in) é atribuída aos espíritos furiosos dos executados (Narichika) e dos exilados. Kiyomori, interessado em ser avô de um príncipe imperial, concordou com uma anistia geral. Naritsune (filho de Narichika) e Yasuyori foram perdoados, mas Shunkan foi deixado sozinho em Kikai-ga-shima por deixar os conspiradores anti-Taira se reunirem na sua vila. Uma famosa passagem trágica acontece quando Shunkan bate seus pés no chão em desespero. A filha de Kiyomori dá à luz o futuro Imperador Antoku (1178). Um jovem leal a serviço de Shunkan, Ariō, viaja para a ilha, encontrando Shunkan ainda vivo. Ouvindo as notícias sobre a morte da sua família, Shunkan se mata por inanição (1179). Seu sofrimento, assim como o redemoinho que atingiu a capital, são vistos como sinais da queda dos  Taira. 
O virtuoso filho de Kiyomori, Shigemori, sai em peregrinação a Kumano e  pede aos deuses uma morte rápida em caso de queda dos Taira. Em um rápido momento, ele adoece e morre. Sem a influência de Shigemori, Kiyomori está próximo de uma guerra aberta contra Go-Shirakawa. Ele liderou soldados até Kyoto, onde exilou ou demitiu 43 oficiais de elite da corte (incluindo o regente Fujiwara no Motofusa). Depois disso, Kiyomori prendeu Go-Shirakawa no desolado palácio Seinan (1179).

### Capítulo 4
O Imperador Takakura é forçado a se aposentar (insei) e Antoku (neto de Kiyomori, 3 anos de idade) se torna o novo Imperador. Takakura enfurece os monges do Enryaku-ji (Monte Hiei) por ter ido ao Santuário Itsukushima em vez do templo Enryakuji. Minamoto no Yorimasa persuade o Príncipe Mochihito (segundo filho de Go-Shirakawa) a liderar forças dos Minamoto contra os Taira e se tornar Imperador. Mochihito promove uma chamada às armas anti-Taira. O conflito aberto entre os Minamoto e os Taira é desencadeado por Munemori (filho de Kiyomori), ao humilhar o filho de Minamoto no Yorimasa (tomando seu cavalo e chamando-o pelo nome do dono). 
Kiyomori descobriu o plano anti-Taira. Príncipe Mochihito evita a prisão fugindo da capital para o templo Miidera. Yorimasa e os monges de Miidera enfrentaram as forças Taira na ponte sobre o Rio Uji (1180). Apesar da bravura dos monges, as forças dos Taira cruzaram o rio e venceram a batalha. Yorimasa comete suicídio no templo Byōdōin e o Príncipe Mochihito é morto no caminho para o templo aliado Kofuku-ji em Nara. Um dos filhos de Mochihito foi forçado a se tornar monge, mas o outro filho fugiu para o norte para se unir às forças dos Minamoto. Kiyomori dá ordens para queimar o templo Miidera. Muitos templos foram queimados e as pessoas viam isso como mau agouro para os Taira.

### Capítulo 5
Kiyomori transfere a capital de Kyoto para Fukuhara-kyo (sua fortaleza) em 1180. Fantasmas estranhos apareceram para Kiyomori (uma face, risadas, caveiras, sonhos sinistros). Notícias de descontentamento nas províncias do leste (controladas pelos Minamoto) chegam à nova capital. 
Uma história sobre o monge Mongaku é inserida como um antecedente para a revolta de Minamoto no Yoritomo. Mongaku é um asceta com poderes estranhos que pediu donativos à corte em 1179. Após a recusa do aposentado Imperador Go-Shirakawa, ele causou problemas para a corte e foi exilado em Izu. 
Em Izu, Mongaku convenceu Minamoto no Yoritomo a se revoltar contra os Taira. Ele então foi para Fukuhara e trouxe de volta o edito imperial de Go-Shirakawa permitindo a Minamoto no Yoritomo derrubar os Taira. Kiyomori envia uma expedição militar para combater a rebelião de Yoritomo. Ao alcançar o Rio Fuji, as forças dos Taira ouviram histórias sobre o poder dos guerreiros do leste e temeram que as forças dos Minamoto fossem maiores. À noite, um grupo de pássaros chegou com grande barulho e as forças dos Taira, pensando ser um ataque, fugiram em pânico. 
Kiyomori, sob pressão de templos e membros da corte, retornou a capital para Kyoto. Depois de ouvir rumores de um ataque sendo planejado pelos Taira, monges do templo Kōfukuji (que apoiaram a rebelião do Príncipe Mochihito) se revoltaram e assassinaram mensageiros enviados por Kiyomori. As forças dos Taira atacaram Nara e queimaram diversos templos importantes (Tōdai-ji, Kōfukuji), estátuas e textos budistas. Imperadores aposentados e membros da corte lamentaram a destruição de Nara. Dizem que essa crueldade levou à queda de Kiyomori.

### Capítulo 6
Em 1181, o aposentado Imperador Takakura faleceu cercado pelos problemas dos últimos anos. Kiso no Yoshinaka (primo de Minamoto no Yoritomo nas províncias do noroeste) planejou uma rebelião contra os Taira e levantou um exército. Mensageiros trouxeram notícias de forças anti-Taira se formando sob a liderança dos Minamoto nas províncias orientais, Kyūshū, Shikoku. Os Taira tiveram problemas para lidar com todas as revoltas. 
Para piorar a situação dos Taira, seu líder, Kiyomori, adoeceu. Seu corpo ficou quente como fogo e água nenhuma conseguia esfriar. A água jogada em seu corpo se tornava chamas e fumaça negra a encher a sala. Sua mulher teve um sonho sobre uma carruagem em chamas que levaria Kiyomori ao inferno por ter queimado estátuas budistas (no templo Tōdai-ji). Antes de morrer, em agonia, Kiyomori desejou ter a cabeça de Yoritomo pendurada na frente de seu túmulo. Sua morte (em 1181, aos 64 anos) evidenciou ainda mais os temas da impermanência e da queda dos poderosos. As maldades de Kiyomori seriam seus torturadores no inferno. Sua fama e poder se tornaram fumaça (ele foi cremado) e pó (ossos). 
No leste, as forças Taira tiveram sucesso em algumas batalhas, mas não foram capazes de vencer as forças Minamoto. Forças divinas puniram e mataram o governador apontado por Kiyomori para combater a rebelião de Kiso no Yoshinaka. Kiso no Yoshinaka venceu uma grande batalha em Yokotagawara (1182). A Munemori, o líder do clã Taira, é conferido um nível alto na administração da corte.

### Capítulo 7
Em 1183, os Taira juntaram um grande exército (em sua maior parte das províncias ocidentais) e o mandou contra Yoshinaka e Yoritomo. Indo para o norte, os exércitos Taira pilharam as vilas locais. Taira no Tsunemasa visitou uma ilha para orar e compor um poema. Na batalha de Hiuchi, os Taira obtiveram ajuda de um leal abade e derrotaram as fortificações de Yoshinaka. Yoshinaka escreveu um pedido no santuário de Hachiman para receber ajuda divina na iminente batalha. Yoshinaka atacou as tropas dos Taira durante a noite pela frente e por trás e o forçou o inimigo a recuar e descer até o Vale Kurikara onde a maioria dos 70000 cavaleiros Taira foram eliminados ao serem empilhados em várias camadas (uma famosa “descida em Kurikara” – uma grande vitória de Yoshinaka). Em Shio-no-yama, Yoshinaka ajudou seu tio Yoshiie a derrotar as forças Taira (Tomonori, filho de Kiyomori, é morto na batalha). As tropas Taira também foram derrotadas na Batalha de Shinohara. Yoshinaka conseguiu trazer os monges do Monte Hiei para o seu lado. 
Munemori (chefe dos Taira) fugiu para as províncias ocidentais com o Imperador Antoku e os Três Tesouros Imperiais (o aposentado Imperador Go-Shirakawa escapou por uma direção diferente). Taira no Tadanori (irmão de Kiyomori) fugiu da capital, deixando alguns dos seus poemas para o famoso poeta Fujiwara no Shunzei. Tsunemasa voltou para um famoso alaúde no templo Ninnaji. Em Fukuhara, Munemori discursou sobre o dever de seguir o Imperador, e então os Taira botaram fogo no palácio e fugiram de Fukuhara em barcos para Kyūshū.

### Capítulo 8
Go-Shirakawa voltou do templo Enryakuji no Monte Hiei para a capital, junto com as tropas de Yoshinaka. Ele instalou um novo Imperador (Go-Toba) e retirou os Taira dos postos do governo (designando-os como rebeldes). 
Os Taira pretendiam fazer uma nova capital em Kyūshū, mas tiveram de fugir de guerreiros locais que tomaram o lado do Imperador aposentado. Eles chegaram a Yashima, em Shikoku, onde tiveram de viver em cabanas humildes ao invés de palácios. 
No final de 1183, Minamoto no Yoritomo (ainda em Kamakura) é apontado por Go-Shirakawa como um Comandante Subjugador de Bárbaros (shōgun). Yoritomo recebeu o mensageiro da capital com grande cortesia,  convidou para uma festa e deu vários presentes. As maneiras de Yoritomo claramente contrastam com o comportamento arrogante de Yoshinaka na capital. A rudeza de Yoshinaka e a falta de conhecimento sobre etiqueta são mostradas como ridículas em alguns episódios (fazer piadas sobre membros da corte, usar robes de caça, não saber como sair de uma carruagem). 
Enquanto isso, os Taira recuperaram sua força e organizaram um exército forte. Yoshinaka enviou forças contra eles, mas desta vez os Taira foram vitoriosos na batalha de Mizushima. Sua influência cresceu ainda mais após a vitória em Muroyama. 
Na capital, Yoshinaka lutou contra o Imperador aposentado Go-Shirakawa (a batalha no Hōjūji) e tomou o controle da capital e da corte pela força. Minamoto no Yoritomo mandou Minamoto no Yoshitsune botar um fim nos excessos de Yoshinaka.

### Capítulo 9
Quando Yoshinaka se preparou para marchar contra os Taira (começo de 1184), tropas lideradas por Yoshitsune chegaram do oeste para confrontá-lo. A briga entre as forças Minamoto seguiu. Yoshinaka tentou defender a capital, mas os guerreiros de Yoshitsune tiveram sucesso em cruzar o Rio Uji e derrotar as forças de Yoshinaka em Uji e Seta. Yoshitsune tomou controle da capital e guardou a mansão de Go-Shirakawa, não se deixando capturar pelos homens de Yoshinaka. Yoshinaka passou com dificuldade pelas forças inimigas. Ele se encontrou com seu irmão adotivo Imai Kanehira e, perseguidos, eles tentaram escapar das tropas inimigas. Em uma famosa passagem, Yoshinaka foi morto quando seu cavalo ficou preso num campo enlameado. Kanehira lutou sua última batalha e cometeu suicídio. 
Enquanto os Minamoto brigavam entre si na capital, os Taira voltaram para Fukuhara e prepararam defesas na fortaleza Ichi-no-tani. As tropas de Yoshitsune se deslocaram a oeste para atacar os Taira por trás enquanto seu meio-irmão Noriyori avançava para atacar o acampamento Taira pelo leste. Yoshitsune, planejando um ataque surpresa do oeste em Ichi-no-tani, seguiu um velho cavalo que guiou suas forças pelas montanhas. 
Enquanto isso, uma luta feroz começou em Ikuta-no-mori e Ichi-no-tani, mas nenhum lado conseguiu uma vantagem decisiva. A cavalaria de Yoshitsune desceu uma ladeira no Passo de Hiyodori, decisivamente atacando os Taira por trás. Os Taira fugiram em pânico para os barcos. Enquanto a batalha continuou, Tadanori (o irmão de Kiyomori que visitou o poeta Shunzei) foi morto. Shigehira (o filho de Kiyomori que incendiou Nara), desertado por seus homens em Ikuta-no-mori, foi capturado vivo tentando cometer suicídio.
Numa famosa passgem, Taira no Atsumori (jovem sobrinho de Kiyomori) é desafiado para uma luta pelo guerreiro Kumagai Naozane. Naozane o derrota, mas hesita em matá-lo, pois ele lembrava seu próprio filho. Vendo a cavalaria que se aproximava para matá-lo, Naozane mata Atsumori e acha a sua flauta (depois ele se tornou monge budista). Os Taira foram derrotados e fugiram em barcos para diferentes direções.

### Capítulo 10
Em 1184, Shigehira (capturado vivo) e os líderes dos Taira derrotados foram expostos ao povo nas ruas da capital. Go-Shirakawa ofereceu aos Taira trocar os Três Tesouros Imperiais por Shigehira, mas eles recusaram. Estava claro que ele seria executado. Shigehira, constrangido por sua arrogância e maldades do passado (ter queimado templos de Nara), queria se devotar ao budismo. Hōnen (o fundador do Budismo Terra Pura no Japão) dita concisamente as doutrinas essenciais (recitando o nome de Amida, arrependimento e fé profunda garantem o renascimento na Terra Pura). Shigehira é mandado para Kamakura. Na sua jornada pela Estrada do Mar Oriental, Shigehira passou por numerosos lugares que evocavam associações históricas e literárias. 
Yoritomo recebeu Shigehira, que alegou que os incêndios nos templos de Nara foram um acidente. Antes de ser mandado para os monges de Nara, Shigehira foi bem tratado em Izu (um banho foi preparado para ele, vinho foi servido, uma bela cortesã servindo Yoritomo, Senju-no-mae, cantou algumas canções (com significado budista) e tocou alaúde; Shigehira também cantou e tocou – depois da execução de Shigehira, Senju-no-mae se tornou sacerdotisa). 
Em Yashima, Koremori (neto de Kiyomori) está triste por estar longe da sua família na capital. Ele secretamente deixou Yashima e viajou para o Monte Kōya. Lá ele se encontrou com um sacerdote, Takiguchi Tokiyori. 
É inserida uma trágica história do seu trágico amor: como membro da corte, Tokiyori amou uma garota de classe inferior, Yokobue. Seu pai foi contra o casamento e Tokiyori se tornou monge. Quando Yokobue veio procurá-lo, ele foi firme e não retornou. Ele foi para Mt. Kōya e se tornou o respeitado clérigo Takiguchi. Yokobue se tornou sacerdotisa e morreu logo depois. 
Koremori encontrou esse religioso, tornou-se monge e saiu em peregrinação para Kumano. Depois das palavras de incentivo do sacerdote (ideias do Budismo Terra Pura), Koremori abandonou suas posses, se jogou no mar e se afogou. Notícias da sua morte chegaram a Yashima (acampamento dos Taira). Os Taira foram atacados em Fujito e recuaram.

### Capítulo 11
Em 1185, uma pequena força liderada por Yoshitsune chegou À ilha de Shikoku. Yoshitsune planejou um ataque surpresa por trás (mais uma vez após a batalha de Ichi-no-Tani) na fortificação Taira em Yashima. Os Taira, pensando que as forças principais dos Minamoto os atacariam, fugiram em pânico para os barcos. Os guerreiros Taira atiraram flechas nas forças de Yoshitsune. Noritsune, sobrinho de Kiyomori e comandante dos Taira, atirou em Yoshitsune, mas Tsuginobu, um servidor de Yoshitsune, morreu protegendo-o das flechas. 
Numa famosa passagem, uma moça do clã Taira, em um dos barcos, segurou um leque como desafio aos guerreiros Minamoto e Nasu no Yoichi, um jovem e habilidoso arqueiro Minamoto, acertou o leque com sua flecha. 
Durante a confusa luta na costa, Yoshitsune perdeu seu arco e o recuperou arriscando sua vida. Ele famosamente explicou que não queria que os Taira ficassem com o arco (para arqueiros fracos) para rir dele. Os Taira foram forçados a deixar Shikoku e recuar para a província de Nagato (ponta sul de Honshū). 
Antes da batalha naval final em Dan no Ura, os Minamoto ganharam novos aliados (o chefe do santuário Kumano decidiu apoiar os Minamoto depois de adivinhações com brigas de galos (200 barcos) e 150 de uma província de Shikoku). No total, os Minamoto tinham cerca de 3000 embarcações contra 1000 dos Taira. Antes da batalha, Yoshitsune discutiu (sobre liderar o ataque) e quase lutou com Kajiwara Kagetoki (comandante Minamoto, ciumento de Yoshitsune). 
Quando a batalha começou, os Taira estavam bem de espírito e pareciam estar vencendo devido ao bom posicionamento dos arqueiros nos barcos. Depois da troca de flechas à distância, as forças principais começaram a lutar. Presságios do céu (uma bandeira branca descendo num barco Minamoto, vários golfinhos nadando em direção aos barcos Taira) mostravam que os Minamoto iriam vencer. Shigeyoshi de Awa (Shikoku) traiu os Taira e informou os Minamoto sobre os barcos escondidos que carregavam as forças principais dos Taira. Guerreiros de Shikoku e Kyūshū também passaram para o lado dos Minamoto. 
Na famosa e trágica passagem, a viúva de Kiyomori, segurando o jovem Imperador Antoku em seus braços, cometeu suicídio se afogando. Muitos Taira foram mortos ou cometeram suicídio em Dan-no-ura. Tomomori (filho de Kiyomori) se afogou. Noritsune (sobrinho de Kiyomori e guerreiro forte) falhou em lutar contra Yoshitsune e morreu lutando bravamente. O chefe do clã Taira Munemori e Kenreimon’in (filha de Kiyomori) foram capturados vivos. 
Após a batalha, Yoshitsune retornou à capital com os Tesouros Imperiais (a espada sagrada Kusanagi foi perdida) e prisioneiros. Os Taira capturados foram exibidos nas ruas da capital com diversos espectadores lamentando seu destino. Yoshitsune entregou Munemori para Yoritomo em Kamakura, mas após a calúnia de Kajiwara Kagetoki, Yoritomo suspeitou de traição de Yoshitsune e não o deixou entrar em Kamakura. Yoshitsune escreveu uma carta de reclamação listando seus feitos militares e serviços leais. Yoritomo ainda sim o enviou de volta para a capital. Munemori e seu filho Kiyomune foram executados e suas cabeças foram penduradas perto do portão de uma prisão na capital. 
Shigehira (filho de Kiyomori capturado em Ichi-no-tani) foi permitido ver sua mulher antes de ser entregue aos monges de Nara. Shigehira acreditava na compaixão de Amida e no renascimento na Terra Pura. Os guerreiros o executaram na frente dos monges. Sua cabeça foi exposta perto de um templo de Nara. Sua esposa se tornou sacerdotisa depois de cremar sua cabeça e seu corpo.

### Capítulo 12
Um poderoso terremoto sacudiu a capital. A descrença de Yoritomo em Yoshitsune aumentou. Yoritomo mandou um assassino matar Yoshitsune (falhou). Então, Yoritomo assassinou Noriyori (meio-irmão de Yoshitsune) que estava relutante em ir contra Yoshitsune. Quando Yoritomo mandou uma grande força liderada por Hōjō Tokimasa contra ele, Yoshitsune fugiu da capital para uma província do norte. 
Tomando controle da capital, Tokimasa executou todos os herdeiros potenciais da família  Taira. Um informante mostrou o esconderijo da família de Koremori (incluindo Rokudai). Rokudai (aos 12 anos) é o último homem herdeiro dos Taira. Rokudai é preso, mas sua ama encontra Mongaku (o monge do capítulo 5), que concorda em ir a Kamakura para pedir por perdão. Mongaku voltou com uma carta de Yoritomo e salvou Rokudai pouco antes da sua execução. Yoritomo tinha dúvidas sobre Rokudai e ele é compelido a se tornar monge (1189, aos 16 anos). Rokudai visitou o Monte Kōya e Kumano (onde seu pai Koremori se afogou). 
Enquanto isso, alguns membros do clã Taira foram achados e executados. In 1192, o aposentado Imperador Go-Shirakawa morre aos 66 anos. Yoritomo (ainda suspeitando) ordena a execução de Rokudai (chegando ao fim a linhagem dos Taira). 
Após a morte de Yoritomo em 1199, o monge Mongaku planejou uma rebelião para instalar um príncipe no trono. Seu plano e o aposentado Imperador Go-Toba o exilou na ilha de Oki (aos 80 anos).

### O Livro dos Iniciados
“Tratado como um texto secreto por um grupo de biwahōshi, acredita-se que o capítulo surgiu no final do século XIII. […] Traz também informação sobre a filha de Kiyomori, Kenreimon’in, a mãe do Imperador Antoku. […] Constitui uma entidade literária simples – um conto no velho estilo monogatari, rico em imaginário poético, passagens rítmicas, waka e associações melancólicas.”
Em 1185, Kenreimon’in se tornou sacerdotisa e semudou para uma velha cabana próxima à capital. Sua vida se encheu de tristeza, com as memórias do seu passado glorioso a assombrando. Depois do terremoto de 1185, a cabana foi destruída. 
No outono de 1185, Kenreimon’in se mudou para um remoto retiro budista (Jakkō-in) nas montanhas Ohara para evitar a atenção do público. Lá ela se devotou às práticas budistas. Visões naturais evocavam a imagem do paraíso de Amida e a impermanência em sua mente.
 Na primavera de 1186, Go-Shirakawa fez uma visita ao retiro na montanha. Ela conversou com o Imperador aposentado sobre as misérias humanas e as ideias budistas de sofrimento e renascimento na Terra Pura. 
Enquanto ela relembra a glória passada e a queda dos Taira, ela faz paralelos entre os eventos em sua vida e os seis reinos (seis reinos budistas da existência). Ela também menciona um sonho em que ela viu os Taira no palácio de um rei dragão, pedindo-lhe para orar por sua salvação. 
O sino do Jakkō-in tocou (paralelo aos sinos do monastério Gion nas primeiras linhas do conto) e o Imperador aposentado partiu para a capital. Os infortúnios dos Taira foram imputados a Taira no Kiyomori (suas crueldades causaram a sofrimento de todo o clã Taira). Em 1191, Kenreimon’in adoece, morre invocando o nome de Amida e é recebida pelo Buda Amida na Terra Pura.